# روبن هنري تاكر الثالث
روبن هنري تاكر الثالث (بالإنجليزية: Reuben Henry Tucker III)‏ هو ضابط أمريكي، ولد في 29 يناير 1911 في أنسونيا في الولايات المتحدة، وتوفي في 6 يناير 1970 في تشارلستون في الولايات المتحدة.